# Adduktor
Adduktor, przywodziciel – mięsień zbliżający kończynę do linii pośrodkowej ciała lub jego części. Ruch w kierunku osi ciała nazywa się addukcją (ruch w kierunku przeciwnym to abdukcja). U człowieka w obrębie kończyny górnej adduktorami są mięśnie zbliżające kciuk do linii pośrodkowej dłoni i mięśnie zbliżające kończynę górną do linii pośrodkowej ciała. W obrębie kończyny dolnej są to: mięsień przywodziciel palucha, mięsień przywodziciel krótki, mięsień przywodziciel długi i mięsień przywodziciel wielki. 